# Стоктон (Канзас)
Стоктон (англ. Stockton) — місто (англ. city) в США, в окрузі Рукс штату Канзас. Населення — 1480 осіб (2020).

## Географія
Стоктон розташований за координатами 39°25′43″ пн. ш. 99°16′6″ зх. д. / 39.42861° пн. ш. 99.26833° зх. д. (39.428502, -99.268345).  За даними Бюро перепису населення США в 2010 році місто мало площу 5,77 км², уся площа — суходіл. В 2017 році площа становила 4,29 км², уся площа — суходіл.

## Демографія
Згідно з переписом 2010 року, у місті мешкало 1329 осіб у 606 домогосподарствах у складі 369 родин. Густота населення становила 230 осіб/км².  Було 743 помешкання (129/км²).
Расовий склад населення:
| - 97,1 % — білих - 0,6 % — корінних американців - 0,5 % — чорних або афроамериканців - 0,2 % — азіатів |

До двох чи більше рас належало 1,4 %. Частка іспаномовних становила 2,3 % від усіх жителів.
За віковим діапазоном населення розподілялося таким чином: 21,2 % — особи молодші 18 років, 57,7 % — особи у віці 18—64 років, 21,1 % — особи у віці 65 років та старші. Медіана віку мешканця становила 46,1 року. На 100 осіб жіночої статі у місті припадало 89,3 чоловіків;  на 100 жінок у віці від 18 років та старших — 87,6 чоловіків також старших 18 років.
Середній дохід на одне домашнє господарство  становив 50 170 доларів США (медіана — 38 393), а середній дохід на одну сім'ю — 62 455 доларів (медіана — 54 792). Медіана доходів становила 41 188 доларів для чоловіків та 35 417 доларів для жінок. За межею бідності перебувало 19,9 % осіб, у тому числі 36,8 % дітей у віці до 18 років та 14,9 % осіб у віці 65 років та старших.
Цивільне працевлаштоване населення становило 648 осіб. Основні галузі зайнятості: освіта, охорона здоров'я та соціальна допомога — 32,3 %, сільське господарство, лісництво, риболовля — 12,3 %, науковці, спеціалісти, менеджери — 8,2 %, публічна адміністрація — 8,0 %.